# Moi, capitaine
Pour plus de détails, voir Fiche technique et Distribution.
Moi, capitaine (Io capitano) est un film italien réalisé par Matteo Garrone, sorti en 2023.
Le film est inspiré de l'histoire de Fofana Amara, un Guinéen de 15 ans emprisonné en Sicile après avoir été forcé à conduire un bateau conduisant des centaines de migrants depuis la Libye.

## Synopsis
Seydou et Moussa, deux adolescents sénégalais qui aspirent à changer de vie, entreprennent un périlleux voyage vers l'Europe en traversant le désert du Sahara, les geôles libyennes et la Méditerranée, sur un bateau de fortune dont Seydou est le capitaine forcé.

## Fiche technique
Sauf indication contraire, les informations mentionnées dans cette section peuvent être confirmées par la base de données cinématographiques IMDb,  présente dans la section « Liens externes ».
- Titre : Moi, capitaine
- Titre original : Io capitano
- Réalisation : Matteo Garrone
- Scénario : Matteo Garrone, Massimo Gaudioso, Massimo Ceccherini et Andrea Tagliaferri
- Photographie : Paolo Carnera
- Montage : Marco Spoletini
- Musique : Andrea Farri
- Pays de production : Italie - Belgique
- Format : Couleurs
- Genre : drame
- Durée : 121 minutes
- Dates de sortie :
  - Italie : 6 septembre 2023 (Mostra de Venise 2023), 7 septembre 2023 (sortie nationale)
  - France : 3 janvier 2024
  - Belgique : 10 janvier 2024

## Distribution
- Seydou Sarr (it) : Seydou
- Moustapha Fall : Moussa
- Issaka Sawadogo :  Martin, le maçon
- Hichem Yacoubi :  Ahmed
- Doodou Sagna :  Charlatan
- Khady Sy :  la mère de Seydou
- Bamar Kane :  Bouba
- Cheick Oumar Diaw :  Sisko

## Production

### Genèse et développement
Moi, capitaine est un film réalisé par le réalisateur Matteo Garrone, qui a écrit le scénario en collaboration avec Massimo Gaudioso, Massimo Ceccherini et Andrea Tagliaferri. Le scénario repose sur les récits d'émigration de Kouassi Pli de l'Afrique vers l'Europe. Arnaud Zohin, Adama Mamadou, Amara Fofana, Brhane Tareke et Siaka Doumbia.
Archimede, Rai Cinema, Tarantula, Pathé et Logical Content Ventures ont produit le film en coproduction avec la RTBF, VOO-BE TV, Proximus et Shelter Prod, avec le soutien du Ministère de la Culture, du Centre du Cinéma et de l'Audiovisuel de la Fédération Wallonie-Bruxelles, de taxshelter.be, ING et du tax shelter du gouvernement fédéral belge, ainsi que la participation de Canal+, Ciné+ et Wallimage (Wallonie). Un budget d'environ 11,2 millions d'euros était prévu pour le projet.
Les tournages, dirigés par Henri-Didier Njikam, ont eu lieu en Afrique, avec Seydou Sarr (it) et Moustapha Fall, tous deux originaires de Dakar, âgés respectivement de 17 et 18 ans. Les principales prises de vue ont commencé à Dakar, au Sénégal. La production a également eu lieu au Maroc et en Italie pendant 13 semaines,.

### Tournage
- Sénégal
- Maroc
- Italie

## Distinctions
- Festival du film de société de Royan 2023 : prix du jury professionnel et prix du public

## Critiques
Sur la plateforme d'agrégation de critiques Rotten Tomatoes, le film reçoit 96 % de critiques positives, avec une note moyenne de 7,9/10. Selon le site, le consensus est le suivant : "Un voyage vers l'espoir, Io Capitano explore le magnifique paysage saharien à la découverte des régions les plus magnifiques et les plus avilies de l'humanité". La moyenne pondérée de Metacritic a donné au film un score de 79 sur 100, sur 25 critiques, ce qui signifie « généralement positif ».
Le film a été analysé par Guy Lodge de Variety qui a souligné que, par rapport à d'autres films européens sur l'émigration africaine vers l'Europe, il est considéré « non pas comme un décor, mais comme un objectif presque mythique ». Selon Lodge, le réalisateur se révèle « plus solide et plus satisfaisant » que dans ses précédents projets et, même si le film offre dans certaines scènes « une esthétique et des instincts narratifs occidentaux », il est « difficile de ne pas se laisser emporter par la grande diversité émotionnelle du film », soutenue par le talent de l'acteur Seydou Sarr. Selon Leslie Felperin, critique du film pour The Hollywood Reporter, même si le film présente des paysages éblouissants, il met toujours l'accent sur les êtres humains. Il ressent une "tensions entre le monde quotidien et la dimension spirituelle, un flou qui est souvent une caractéristique du cinéma ouest-africain". Cela s'explique par le fait que "Garrone s'efforce de nous faire réfléchir jusqu'au dernier moment du film". Selon le journaliste Damon Wise à Deadline Hollywood, la technique cinématographique utilisée pour le film a été décrite comme "parfaite", affirmant que le directeur de la photographie Paolo Carnera a réussi à transmettre "une immédiateté surprenante et captivante". Le plus grand mérite du film, selon Wise, est d'avoir rassemblé des acteurs capables de rendre le projet « authentique à chaque étape de son audacieux parcours ».
Le film a reçu quatre étoiles sur cinq du critique de cinéma italien Mattia Pasquini de Ciak, qui a souligné que le principal élément est « l'honnêteté intellectuelle et conceptuelle » avec laquelle le réalisateur décide de « limiter sa paternité ». Le journaliste a indiqué que bien que le film ait évité certaines "possibilités dramatiques" et présente une narration "mécanique" dans certaines scènes, le résultat final est constitué de "choix légitimes et non critiques qui rendent le film idéologiquement inattaquable".  Davide Turrini de Il Fatto Quotidiano a déclaré que dans le film, "la référence structurelle immédiate est l'Odyssée" dans laquelle "l'innocence fragile et douce des deux protagonistes" est "empêchée d'être une communauté de solidarité". Pour le Corriere della Sera, Paolo Mereghetti a exprimé sa critique du film en déclarant qu'il est capable de "toujours rester à la hauteur des protagonistes, en s'identifiant à leur regard, en évitant toute attitude prédictive", transformant ainsi "la tragédie à travers le pouvoir de la fantaisie et de la fable".

### Récompenses
- Mostra de Venise 2023 : 
  - Lion d'argent du meilleur réalisateur
  - Prix Marcello Mastroianni du meilleur espoir pour Seydou Sarr[17]
- David di Donatello 2024[18],[19] :
  - Meilleur film
  - Meilleur réalisateur
  - Meilleur producteur
  - Meilleure photographie
  - Meilleur monteur
  - Meilleur son
  - Meilleurs effets visuels

### Nominations
- Golden Globes 2024 : Meilleur film en langue étrangère
- Oscars 2024 : Meilleur film international

## Autour du film
En mars 2025, le collectif Parents vigilants cherche à faire annuler la participation de la Cimade dans un ciné-débat organisé à Colmar autour du film.